# فريدريك جهرينج
فريدريك جهرينج (بالإنجليزية: Frederick Gehring)‏ (و. 1925 – 2012 م) هو رياضياتي، وأستاذ جامعي أمريكي، ولد في آن آربر، كان عضوًا في الأكاديمية الوطنية للعلوم، والأكاديمية الأمريكية للفنون والعلوم، توفي في آن آربر، عن عمر يناهز 87 عاماً.

## التعليم
تعلم في جامعة ميشيغان
.

## جوائز
حصل على جوائز منها:
- جائزة لوري ستيل لإنجاز العمر ‏ (2006)
- الدكتوراه الفخرية من جامعة هلسنكي
- برنامج فولبرايت
- زمالة غوغنهايم